# Johannes van Damme
Pour les articles homonymes, voir Van Damme.
Johannes van Damme (né le 1er juin 1935 – mort le 23 septembre 1994) est un ingénieur et homme d'affaires néerlandais exécuté à Singapour pour trafic de stupéfiants. Il est le premier Européen à avoir été exécuté à Singapour depuis l'indépendance de cette dernière.

## Biographie
Van Damme habite un temps au Nigeria et est l'époux d'une Nigériane au moment de son arrestation le 27 septembre 1991 à l'aéroport de Singapour-Changi. Les autorités ont retrouvé 4,32 kg d'héroïne dans un compartiment secret de sa valise. Van Damme affirme avoir été piégé par son partenaire nigérian, mais son témoignage est rejeté par la cour. En novembre 1993, son appel est rejeté et la sentence est maintenue. Le gouvernement néerlandais et la reine Beatrix sont intervenus pour demander grâce pour Van Damme, mais la demande a été rejetée par le président de Singapour Ong Teng Cheong.
Van Damme est pendu au camp de Changi le matin du vendredi 23 septembre 1994 entre 6h30 et 7h00.

## Réactions
Le cas, ainsi que celui de Mat Repin (exécuté par pendaison le 13 mai 1994 à Changi pour avoir passé en contrebande 1 kg de cannabis en provenance de Malaisie) a inspiré l'auteur William Gibson pour le titre de son roman, qui désigne Singapour comme Disneyland with the Death Penalty (en).